# Gelders-Brabantse grenscorrecties van 1958
De rivier de Maas vormt sinds de tweede helft van de 14e eeuw de grens tussen het hertogdom Brabant, later Staats-Brabant en Noord-Brabant in het zuiden en het hertogdom Gelre, later Gelderland, in het noorden. Omdat de rivier zowel door natuurlijke oorzaken als door menselijk ingrijpen herhaaldelijk een andere bedding koos en de grens daarop niet werd verlegd, kwamen Gelderse stukken land op de Brabantse oever te liggen en omgekeerd. Om dit te corrigeren werd per 1 januari 1958 een reeks grenscorrecties doorgevoerd.
| Gebied              | Jaar omlegging Maas    | Provincie 1957 | Provincie 1958 | Gemeente 1957            | Gemeente 1958 | Gemeente 2020     |
| ------------------- | ---------------------- | -------------- | -------------- | ------------------------ | ------------- | ----------------- |
| Dorp Alem           | 1935 (Maasverbetering) | Noord-Brabant  | Gelderland     | Alem, Maren en Kessel    | Maasdriel     | Maasdriel         |
| Dorp Bern           | 1904 (Bergsche Maas)   | Noord-Brabant  | Gelderland     | Heusden                  | Kerkwijk      | Zaltbommel        |
| Gelderse Waarden    | 1475                   | Gelderland     | Noord-Brabant  | Ammerzoden               | Vlijmen       | Heusden           |
| Loonse Uiterwaarden | 1935 (Maasverbetering) | Noord-Brabant  | Gelderland     | Ravenstein               | Overasselt    | Heumen            |
| Megensche Ham       | 1935 (Maasverbetering) | Noord-Brabant  | Gelderland     | Megen, Haren en Macharen | Appeltern     | West Maas en Waal |
| Dorp Keent          | 1938 (Maasverbetering) | Gelderland     | Noord-Brabant  | Balgoij                  | Ravenstein    | Oss               |